# Amy Brenneman
Amy Frederica Brenneman anomenada Amy Brenneman (New London, Connecticut, Estats Units, 22 de juny de 1964) és una actriu estatunidenca nominada als Emmys i als  Globus d'Or, diverses vegades, gràcies a les seves diferents interpretacions a la televisió.
Destaca a New York Police Blues (1993-1994), després és aclamada per la crítica per a la seva creació Amy (1999-2004) abans de tornar a Private Practice (2007-2013).
Des de 2014, és a la sèrie dramàtica i fantàstica The Leftovers.

## Biografia
Amy Brenneman va néixer a New London, Connecticut, Estats Units. És filla de Joanne Frederica nascuda Shoenfield, jutgessa al Tribunal superior de l'Estat de Connecticut, i de Russell Langdon Brenneman, un advocat especialitzat en el medi ambient. La seva tia és la periodista Beryl D. Hines. Amy Brenneman ha estat educada a Glastonbury, Connecticut.
Adolescent, participa en grups de teatre, a la vegada a l'escola i també amb un grup de teatre local. L'any 1987, es diploma per la Universitat Harvard. Durant la seva estada a Harvard, va cofundar el Cornerstone Theatre Company, una tropa amb la qual ha viatjat durant diversos anys després de l'obtenció del seu diploma.
L'any 1992, l'actriu comença a la televisió, apareix en un episodi de la sèrie de culte S'ha escrit un crim i actua en tres episodis de la minisèrie dramàtica Middle Ages.
De 1993 a 1994, fa el paper de Janice Licalsi en les dues primeres temporades de la sèrie judicial New York Police Blues. Aclamada per la crítica, aquesta sèrie premiada als Globus d'Or i als Emmy desvettla llavors l'actriu que es observada per la professió. És nominada a dos Emmy, un dels quals el Primetime a la millor actriu secundària en una sèrie de televisió dramàtica.
L'any 1995, obté el seu primer paper al cinema a Bye Bye, Love de Sam Weisman. Aquest primer segon paper li va obrir les portes, el mateix any, a films més ambiciosos com Casper i sobretot Heat realitzat per Michael Mann l'any 1995. Enaltit per la crítica a la seva sortida, el film va ser ràpidament un gran èxit al box-office mundial. Per a Amy Brenneman, és la primera vegada que obté un verdader temps d'actuació en un llargmetratge amb un sumptuós repartiment amb Al Pacino o Val Kilmer passant per Robert De Niro amb qui d'altra banda va compartir un gran nombre d'escenes entre les quals una com a executiva de Los Angeles.
Saludada per la crítica per al seu paper de dona inocent, va decidir un any més tard (1996) rodar per a Rob Cohen a Daylight al costat de Sylvester Stallone. Aquest film va marcar d'altra banda el final d'una etapa per a Amy Brenneman que després no actuarà més en films de gran pressupost i si en projectes més 	intimistes com Lesser Prophets de Williams DeVizia l'any 1997 o Amics i veïns de Neil LaBute l'any 1998.
L'any 1998 retorna a la pantalla petita Amy Brenneman a Frasier temporada 6. La seva aparició va ser breu, ja que no va participar més que en 4 episodis. El mateix any, comparteix el cartell al costat de Mark Wahlberg i Reese Witherspoon a Fear de James Foley. L'any següent, va interpretar un paper secundari a The Suburbans de Donal Lardner Ward.
Al final dels anys 1990, va crear la sèrie de televisió Amy de la qual interpreta el paper principal i on és igualment la productora executiva. Aquesta sèrie dramàtica explica la història d'Amy Gray, de retorn a la seva ciutat natal, Hartford, Connecticut, amb la seva filla i la seva nova feina de jutgessa en temes familiars just després del seu divorci. La seva mare (amb qui ha viscut) hi era assistent social en afers familiales a l'Estat del Connecticut. La sèrie és un èxit de critica i públic. L'actriu assoleix el TV Guid'Awards a la millor actriu en una sèrie de televisió dramàtica. És igualment nominada per a tres Primetime Emmy a la millor actriu en sèrie dramàtica i rep tres nominacions per al Globus d'Or a la millor actriu en sèrie de televisió dramàtica.
No va ser fins a l'any 2005 que la sèrie va ser aturada després de 6 temporades i 138 episodis. Estant plenament implicada en aquest projecte, molt rarament va aportar la seva contribució al cinema de Hollywood.
En el transcurs dels anys 2000, va decidir actuar només a tres films: primerament Coses que diries només de mirar-la de Rodrigo Garcia l'any 2000, a continuació Off the Map de Campbell Scott l'any 2002 i finalment Nine Lives de Rodrigo Garcia estrenada el mateix any que l'aturada definitiva de la sèrie Amy a la pantalla petita. Aquest últim llargmetratge li permet ser elegida millor actriu en el Festival Internacional de Cinema de Locarno 2005.

Logo de la sèrie de televisió Private Practice.

L'any 2006, apareix, en el paper de la Dr Violeta Turner, en dos episodis de la tercera temporada de Grey's Anatomy que serveixen d'introducció a la sèrie derivada, Private Practice. Es va tractar d'una sèrie de la cadena ABC, posada en escena per la realitzadora Shonda Rhimes. El programa està basat en el personatge d'Addison tornant al seu gabinet californià. Els episodis 22 i 23 de la temporada 3 de Grey's Anatomy serveixen doncs de pilot a aquesta nova sèrie. La recepció a aquest nou univers és bona i la sèrie oficialment comença a l'ABC a l'inici del 2007. Aquest mateix any se la troba, 12 anys després de Heat, al costat d'Al Pacino al film 88 minuts, que es va saldar amb un fracàs sonat al box-office. Però va aconseguir convèncer amb el drama independent Carta oberta a Jane Austen al costat de les actrius Maria Bello, Emily Blunt, Kathy Baker i Maggie Grace.
Paral·lelament al rodatge de la sèrie, retroba Maria Bello per al thriller Downloading Nancy, estrenat l'any 2008 i observat en certs festivals del cinema independents. L'any 2009, forma part del prestigiós repartiment, reunit per Rodrigo García, pel drama romàntic Mares i filles amb Annette Bening, Samuel L. Jackson, Naomi Watts i Kerry Washington
El 12 de juny de 2012 va anunciar que la sisena temporada de Private Practice seria l'última d'aquest spin off. L'any 2013, l'actriu segueix en el registre dramàtic i fa segons papers en la comèdia romàntica Lessons in Love, portada per Juliette Binoche i Clive Owen, i treballa, de nou, amb Annette Bening per al drama The Face of Love.
Entre 2014 i 2015, intervé com a convidada, a tres episodis de la sèrie Reign: El destí d'una reina, en el paper de Marie de Guise.
Signa a continuació per encarnar un dels papers títol de la sèrie dramàtica i fantàstica The Leftovers. El show explica una història post-apocalíptica: El 14 d'octubre de 2011, 140 milions de persones, aproximadament el 2% de la població mundial desapareix sense deixar cap traça. En una escena d'obertura saisissante, es segueix una mare la jornada de la qual és acompassada pels crits del seu bebé fins que paren, per deixar lloc als seus. El seu fill forma part de les 2%. La història arrenca realment tres anys després del 14 d'octubre de 2011 i segueix personatges que intenten prosseguir les seves vides després dels esdeveniments. La sèrie és unànimement saludada per la crítica i troba el seu públic. Se citada en prestigioses cerimònies de premis.

### Vida privada
L'any 1995, Brenneman es va casar amb el realitzador Brad Silberling, al jardí de la casa dels seus pares. Tenen dos fills: Charlotte Tucker i Bodhi Russell. L'actriu està fortament implicada en l'escolaritat dels seus fills.
El juliol de 2008, forma part del consell d'administració de la prestigiosa cerimònia dels premis Screen Actors Guild.

## Filmografia

### Cinema
- 1995: Bye Bye Love, de Sam Weisman: Susan
- 1995: Casper, de Brad Silberling: Amelia Harvey
- 1995: Heat, de Michael Mann: Eady
- 1996: Daylight, de Rob Cohen: Madelyne Thompson
- 1997: Infern als carrers (Lesser Prophets), de William DeVizia: Annie
- 1997: Nevada de Gary Tieche: Chrysty -igualment coproductora-
- 1998: Amics i veïns, de Neil LaBute: Mary
- 1998: Fear, de James Foley: Laura Walker
- 1998: La Ciutat dels àngels de Brad Silberling: un àngel (no surt als crèdits)
- 1999: Els suburbans (The Suburbans), de Donal Lardner Ward: Grace
- 2000: Coses que diries només de mirar-la, de Rodrigo Garcia: Detectiu Kathy Faber
- 2002: Off the Map, de Campbell Scott: Adult Bo
- 2005: Nou vides (Nine Lives), de Rodrigo García: Lorna
- 2007: 88 minuts, de Jon Avnet: Shelly Barnes
- 2007: Carta oberta a Jane Austen, de Robin Swicord: Sylvia
- 2008: Downloading Nancy, de Johan Renck: Carol
- 2010: Mares i filles (Mother and Child) de Rodrigo Garcia: Dr. Eleanor Stone
- 2013: The Face of Love de Julie Lynn: Ann
- 2013: Words and Pictures de Fred Schepisi: Elspeth
- 2019: Foster Boy de Youssef Delara: Kim Trainer
- 2021: Sweet Girl de Brian Andrew Mendoza: Diana Morgan

### Televisió

#### Telefilms
- 1999: Unitat especial - Una dona d'acció de Dean Parisot: Agent Robin O'Brien
- 1999: Mary Cassatt: Any American Impressionist de Richard Mozer: Mary Cassatt
- 2017: The Get de James Strong: Ellen

#### Sèries de televisió
- 1992: Middle Ages : Blanca (temporada 1, episodis 1, 3 i 5)
- 1992: S'ha escrit un crim (Arabesque): Amy Wainwright (temporada 9, episodi 9)
- 1993-1994: New York Police Blues: Janice Licalsi (paper principal - temporada 1 i 2, 24 episodis)
- 1997: Duckman: Private Dick/Family Man: Lauren Simone (veu, temporada 4, episodi 10)
- 1998-1999: Frasier: Faye Moskowitz (temporada 6, episodis 10, 21, 23 i 24)
- 1999-2004: Amy: Amy Gray (paper principal, creadora i productora executiva - 138 episodis)
- 2006: Grey's Anatomy: Dr Violeta Turner (temporada 3, episodis 22 i 23)
- 2011: Robot Chicken: Dorothy Gale / Queen Toadstool / la mare de Frankenberry (veu, temporada 5, episodi 13)
- 2007-2013: Private Practice: Dr Violeta Turner (paper principal - 111 episodis)
- 2014-2015: Reign: Marie de Guise (temporada 1, episodi 13 - temporada 2, episodi 15 i temporada 3, episodi 4)
- 2016: No Tomorrow: Ella-mateix (temporada 1, episodi 4 - no créditée)
- 2017: Veep: Regina Pell (temporada 6, episodi 2)
- 2014-2017: The Leftovers: Laurie Garvey (paper principal - 28 episodis)
- 2019: Goliat: Diana Blackwood
- 2021: Tell Me Your Secrets: Mary Barlow
- 2022: Shining Girls: Rachel
- 2022: The Old Man: Zoe McDonald

### Com a productora
- 2016: Heartbeat (sèrie de televisió): productora executiva de 10 episodis

## Premis i nominacions
.

### Premis
- TV Guid'Awards 2000: Millor actriu a una nova sèrie de televisió dramàtica per a Amy
- TV Guid'Awards 2001: Actriu de l'any a una sèrie de televisió dramàtica per a Amy
- Premis Women in Film Lucy 2002: Lucie Awards, premi compartit amb Tyne Daly
- Festival Internacional de Cinema de Locarno 2005: Millor actriu per a Nine Lives

### Nominacions
- Primetime Emmy Awards 1994: Primetime Emmy a la millor actriu secundària en sèrie dramàtica per a New York Police Blues
- Premi Viewers for Quality Television 1994: millor actriu a un segon paper en una sèrie de televisió dramàtica per a New York Police Blues
- Primetime Emmy Awards 1995: millor actriu convidada a una sèrie de televisió dramàtica per a New York Police Blues
- Primetime Emmy Awards 2000: Primetime Emmy a la millor actriu en sèrie dramàtica per a Amy
- Globus d'Or a la millor actriu en sèrie de televisió dramàtica per a Amy
- Premis PGA 2000: Millor productora a una sèrie de televisió per a Amy
- Online Film & Television Associació 2000 :
  - Millor actriu en una sèrie de televisió dramàtica per a Amy
  - Millor actriu en una nova sèrie de televisió dramàtica per a Amy
- Premis Viewers for Quality Television 2000: millor actriu a una sèrie de televisió dramàtica per a Amy
- Premis Primetime Emmy 2001: Primetime Emmy a la millor actriu en sèrie dramàtica per a Amy
- Globus d'Or a la millor actriu en sèrie de televisió dramàtica per a Amy
- Premis Primetime Emmy 2002: Primetime Emmy a la millor actriu en sèrie dramàtica per a Amy
- Globus d'Or a la millor actriu en sèrie de televisió dramàtica per a Amy
- Premis Satellite 2002: millor actriu a una sèrie de televisió dramàtica per a Amy
- Premis Screen Actors Guild 2003: millor actriu a una sèrie de televisió dramàtica per a Amy
- Premis Gotham Independent Film 2005: Millor repartiment per a Nine Lives